# Serguéi Lischuk
Serhiy Lischuk (Rivne, Ucrania, 31 de marzo de 1982), es un exjugador de baloncesto ucraniano de 2.08m de altura que jugaba de interior como ala-pivot y pívot.

## Trayectoria
El pívot internacional debutó en la temporada 2000-01 en el Rovno, de donde pasó en la campaña 2003-04 al Khimki-OPZ Yuzny. Allí jugó hasta 2005, cuando firmó por el SC Mariupol, club con el que ha jugado hasta la temporada 2008/2009.
Sus derechos NBA fueron traspasados de Houston Rockets a Los Angeles Lakers en el intercambio que involucraba a Joe Smith y Terrence Williams.
Lishchuk ha jugado durante 6 temporadas en el Valencia Baskett donde fue campeón de la EuroCup en 2010 y 2014, firmando números realmente buenos en sus temporadas en Valencia.
En 2015, Serguéi se convierte en el primer fichaje del Ucam Murcia. El pívot ucraniano ficha por el equipo universitario por una temporada pero con opción a otra donde vuelve a estar a las órdenes de Fotis Katsikaris.

## Menciones
- 2007. Participa en la NBA Summer League de Las Vegas con los Memphis Grizzlies
- 2007. FIBA Eurocup. Participa en el All-Star
- 2009. Superliga ucraniana. Participa en el All-Star
- 2011. El tractor ucrainés.

## Palmarés
- Campeón Liga Ucrania 2006, 2007, 2008 y 2009 con SC Mariupol.
- Campeón Copa Ucrania 2006, 2008 y 2009 con SC Mariupol.
- Campeón de la EuroCup 2010 con Power Electronics Valencia.
- Campeón de la EuroCup 2014 con Valencia Basket Club.